# Sumter County (Alabama)
Das Sumter County ist ein County im US-Bundesstaat Alabama. Der Sitz der Countyverwaltung (County Seat) befindet sich in Livingston.

## Geographie
Das County liegt im Westen von Alabama, grenzt im Westen an Mississippi und hat eine Fläche von 2365 Quadratkilometern (900 Quadratmeilen), wovon 22 Quadratkilometer Wasserfläche sind. Folgende Countys grenzen in Alabama im Uhrzeigersinn an: Pickens County, Greene County, Marengo County und Choctaw County.
Sumter County befindet sich in der östlichen Golfküstenebene, die sich aus sanft ansteigenden Prärien und flachem Tiefland an der Küste zusammensetzt. Die Ostgrenze wird vom Tombigbee River gebildet, der mit die höchste Biodiversität im Land aufweist und einige gefährdete Arten beheimatet. Entlang der Ufer des Tombigbee und seinen Nebenflüssen wachsen Eichenwälder, wohingegen die Prärien eher mit Fichtenkiefern übersät sind. Der Fluss ist durch eine Reihe von Schleusen und Dämmen, mit deren Bau in den 1930er Jahren begonnen wurde, vollständig schiffbar geworden.

## Geschichte
Sumter County wurde am 18. Dezember 1832 aus Teilen des Choctaw-Indianer-Territoriums gebildet, das 1830 durch den Vertrag von Dancing Rabbit Creek an die Vereinigten Staaten abgetreten wurde. Livingston wurde die erste und bis heute einzige Bezirkshauptstadt. Benannt wurde das County nach Brigadegeneral Thomas Sumter aus South Carolina der im Amerikanischen Unabhängigkeitskrieg kämpfte. Später war er sowohl Abgeordneter im Senat als auch im Repräsentantenhaus der Vereinigten Staaten. Er war der letzte überlebende Offizier aus dem Unabhängigkeitskrieg.
Die ersten Siedler des Countys kamen aus North Carolina, South Carolina, Georgia, Tennessee und Virginia. Einige der ersten Städte waren Gaston, Gainesville, Payneville, Bluffport, Warsaw, Tompkinsville und Sumterville.
Die erste öffentliche Schule, die Livingston State Normal School, wurde 1883 gegründet. 1902 entstand das heutige Courthouse aus Ziegelstein, nachdem an selber Stelle zwei Vorgängerbauten aus Holz 1839 und 1901 abgebrannt waren.

## Wirtschaft
Als Teil des Black Belt war Sumter County bis ins 20. Jahrhundert hinein landwirtschaftlich geprägt. Angebaut wurden vor allem Baumwolle, Getreide und Süßkartoffeln. Durch die Nähe zum Tombigbee River konnten die Güter leicht in weiter entfernte Gegenden exportiert werden. Gainesville war Ende des 19. Jahrhunderts zeitweise einer der größten Binnenhäfen weltweit an dem Baumwolle umgeschlagen wurde. Nach Schäden durch den Baumwollkapselkäfer und der Großen Depression versuchten die Farmer auf Mischanbau umzustellen, allerdings nur mit mäßigem Erfolg. In heutiger Zeit wird größtenteils Rinderzucht betrieben, wichtigster Industriezweig ist die Holzwirtschaft.

## Bildung
Das Schulsystem von Sumter County beschäftigt mehr als 350 Lehrer, die etwa 2.700 Schüler in sieben Primär- und Sekundärschulen unterrichten. Die University of West Alabama in Livingston, ehemals Livingston Female Academy, bietet als traditionelles vierjähriges College Undergraduate- und Graduate-Programme an.

## Demographische Daten

Alterspyramide des Sumter Countys (Stand: 2000)

Nach der Volkszählung im Jahr 2000 lebten im Sumter County 14.798 Menschen. Davon wohnten 253 Personen in Sammelunterkünften, die anderen Einwohner lebten in 5.708 Haushalten und 3.664 Familien. Die Bevölkerungsdichte betrug 6 Einwohner pro Quadratkilometer. Ethnisch betrachtet setzte sich die Bevölkerung zusammen aus 73,17 Prozent Afroamerikanern, 25,92 Prozent Weißen, 0,10 Prozent Asiaten, 0,09 Prozent amerikanischen Ureinwohnern, 0,01 Prozent Bewohnern aus dem pazifischen Inselraum und 0,18 Prozent aus anderen ethnischen Gruppen; 0,52 Prozent stammten von zwei oder mehr Ethnien ab. 1,12 Prozent der Bevölkerung waren spanischer oder lateinamerikanischer Abstammung.
Von den 5.708 Haushalten hatten 31,9  Prozent Kinder und Jugendliche unter 18 Jahren, die bei ihnen lebten. In 36,7  Prozent lebten verheiratete, zusammen lebende Paare, 23,5  Prozent waren allein erziehende Mütter, 35,8  Prozent waren keine Familien, 31,2  Prozent aller Haushalte waren Singlehaushalte und in 12,3  Prozent lebten Menschen im Alter von 65 Jahren oder darüber. Die Durchschnittshaushaltsgröße betrug 2,55 und die durchschnittliche Familiengröße betrug 3,26 Personen.
29,1  Prozent der Bevölkerung waren unter 18 Jahre alt, 12,2  Prozent zwischen 18 und 24, 25,3  Prozent zwischen 25 und 44, 19,5  Prozent zwischen 45 und 64 und 13,9  Prozent waren 65 Jahre oder älter. Das Durchschnittsalter betrug 32 Jahre. Auf 100 weibliche Personen kamen 84,9 männliche Personen und auf Frauen im Alter von 18 Jahren und darüber kamen 78,2 Männer.
Mit einem jährlichen Durchschnittseinkommen eines Haushalts von 18.911 USD und einem Durchschnittseinkommen einer Familie von 23.176 USD gehört Sumter zu den ärmsten Counties Alabamas. Männer hatten ein Durchschnittseinkommen von 28.059 USD, Frauen 17.574 USD. Das Prokopfeinkommen betrug 11.491 USD. 32,9  Prozent der Familien und 38,7  Prozent der Einwohner lebten unterhalb der Armutsgrenze.

## Städte und Gemeinden
Größte Stadt in Sumter County ist Livingston mit geschätzt 3.485 Einwohnern (Stand: 2010). Zu weiteren Einwohnerzentren zählen York, Cuba und Gainesville.
- Bellamy
- Belmont
- Bluffport
- Boyd
- Brewersville
- Brownstown
- Coatopa
- Cuba
- Derby
- Dove
- Emelle
- Epes
- Fair Oaks
- Gainesville
- Gaston
- Geiger
- Hall Creek
- Hamner
- Hixon
- Intercourse
- Kinterbish
- Lilita
- Livingston
- McCainville
- McDowell
- Millville
- Moore Town
- Old Bluffport
- Panola
- Parker
- Payneville
- Persimmon Grove
- Scratch Hill
- Siloam
- Sledge
- Standard
- Sumterville
- Ward
- Warsaw
- Whitfield
- Williams
- Woodford
- York

## Kultur und Sehenswürdigkeiten
Die Altstadt von Gainesville weist mehrere historische Friedhöfe und Kirchen auf, darunter ein Gebäude der Presbyterian Church von 1837, eine Methodistenkirche von 1872, eine 1879 gegründete Episkopalkirche und einen Konföderiertenfriedhof. Das Coleman Center for the Arts in York beheimatet ein kleines Kunstmuseum, eine Bibliothek und ein Kulturzentrum. Neben der Dauerausstellung, auf der eine Originalzeichnung von Renoir zu sehen ist, bietet das Museum auch Wanderausstellungen.

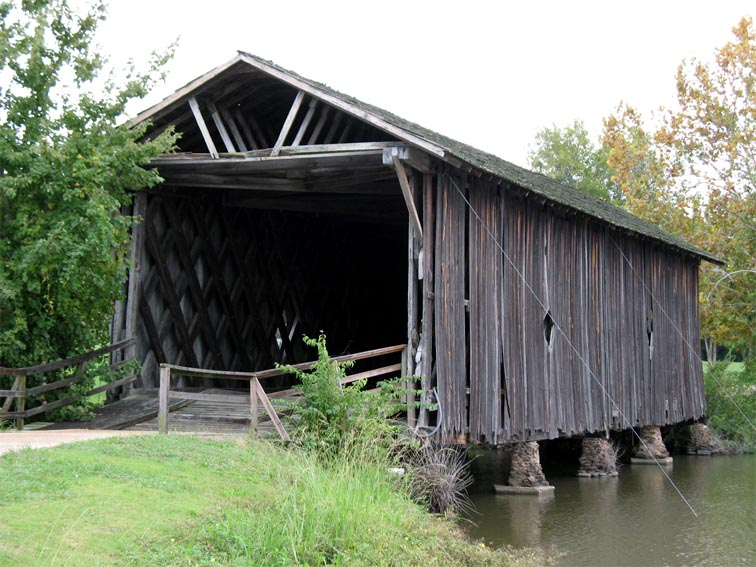
Die Alamuchee Covered Bridge

Die Alamuchee Covered Bridge auf dem Campus der University of West Alabama wurde 1861 von Captain W. A. C. Jones aus Livingston gebaut und ist eine der ältesten erhaltenen gedeckten Brücken des Südens. Sie wurde aus handgehobeltem Kiefernkernholz gefertigt und überspannte ursprünglich den Sucarnoochee River. 1924 wurde die Brücke über einen Bach an der alten Straße zwischen Bellamy und Livingston verlegt, 1958 dann aufs Gelände der Universität überführt und 1971 restauriert. Auf dem Campus befindet sich daneben auch eine Freilichtausstellung mit Skulpturen zeitgenössischer Künstler.

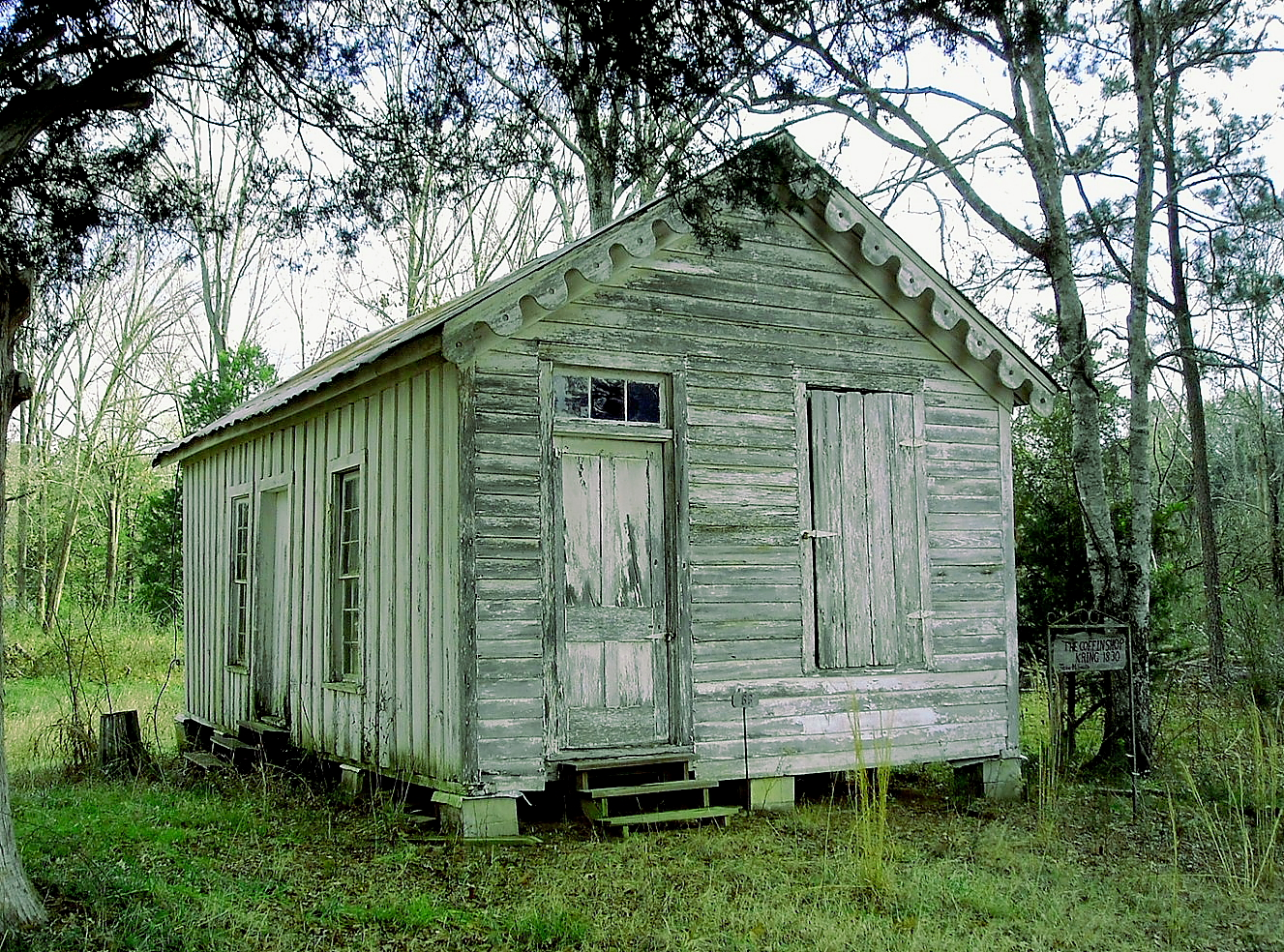
Coffin Shop (2008)

13 Bauwerke und Stätten im County sind insgesamt im National Register of Historic Places (NRHP) eingetragen (Stand 13. April 2020), darunter der Coffin Shop, der Gainesville Historic District und Oakhurst.